# Kallikrates (Architekt)
Kallikrates (* um 470 v. Chr.; † 420 v. Chr.) war ein antiker griechischer Architekt.
Von 449 bis 425 war er einer der wichtigsten Baumeister im perikleischen Athen. Neben dem Parthenon, den er mit Iktinos errichtete, entwarf er den Niketempel auf der Akropolis um etwa 448 v. Chr. Er dürfte auch den ähnlichen, aber etwas größeren Tempel am Ilisos errichtet haben, der mit dem Heiligtum der Artemis Agrotera identifiziert wird.
Nach ihm ist das Kallikratis-Programm benannt.